# Flesh-n-Bone
Stanley Howse (født 10. juni 1973), der er bedre kendt som rapperen Flesh-N-Bone, er en del af en af tiden bedst solgte hip hop grupper Bone Thugs-n-Harmony fra Cleveland, USA.
Hans nickname er Stack og somme tider 5th Dawg. Flesh-N-Bone er kendt for sit unikke flow, og brug af mange layers når han indspiller en sang samt tongue twisting, hvilket gør det meget svært for folk at tolke hvad det er præcis han rapper, et eksempel på det er i hans sang 6,38 min inde i hans solosang Hero.
Flesh-N-Bone har været i fængsel fra år 2000 til 2008, og var derefter på prøveløsladelse.
Flesh-N-Bone arbejdede på KFC inden de blev kendte, for at få råd til one-way tickets for Bone Thugs-N-Harmony medlemmerne til at møde Eazy-E i L.A., i håb om at få en pladekontrakt, og det lykkedes.

## Diskografi
- T.H.U.G.S. (1996)
- 5th Dog Let Loose (2000)